# Ernesto Cima
Ernesto Cima (Alessandria, 28 agosto 1953 – Alessandria, 1º aprile 2001) è stato un cestista italiano.
È scomparso nel 2001 all'età di 47 anni a seguito di un infarto.

## Carriera
Ha giocato in Serie A1 con la Auxilium Pallacanestro Torino nel 1975-76, poi nel 1977-78 è nella Superga Alessandria (allenata da Massimo Mangano) con la quale raggiunge la promozione in serie A2, la squadra poi si fonderà con il Basket Mestre, squadra con la quale Ernesto nel Campionato di Legadue 1978-79 raggiungerà la promozione in A1. Nella stagione 1980-81 è a Napoli, dove ottiene la promozione in serie A/2, e successivamente a Pavia e a Vigevano.
Cessata l'attività agonistica aveva intrapreso la professione di architetto